# Elisabeth Svensson
Elisabeth Ann Svensson, född 29 augusti 1952, är en svensk keramiker.
Svensson, som varit verksam i Sölvesborg sedan mitten av 1970-talet, arbetar skulpturalt, med nyttoformer som grund, i expressiva, grova former där materialet tydligt framträder. Hon har utfört offentliga utsmyckningar, huvudsakligen i Blekinge, bland annat På en perrong i Karlshamn. Hon deltog hon i vandringsutställningen Formation i lera  (tillsammans med Mari Pårup och Rigmor Roxner, 1997). Hon är medlem i Blås & Knåda.